# Kim Sang-shik
Kim Sang-shik (en coréen 김상식), né le 17 décembre 1976 à Haenam, est un entraîneur de football et ancien joueur sud-coréen. Au cours de sa carrière, il a joué pour l'équipe nationale de Corée du Sud en tant que défenseur central ou milieu de terrain défensif. Il est actuellement l'entraîneur principal de l'équipe nationale de football du Viêt Nam.

## Carrière

### En club
- 1999-2008 :  Seongnam Ilhwa Chunma
- 2003-2004 : →  Gwangju Sangmu (conscription)
- 2009-2013 :  Jeonbuk Hyundai Motors

### En équipe nationale
Il a eu sa première cape en 2000.
Il participe à la coupe du monde 2006 avec l'équipe de Corée du Sud. 

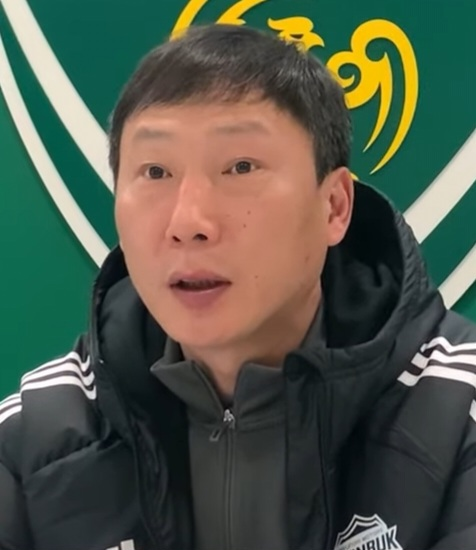
Kim avec Jeonbuk Hyundai Motors en 2022.

## Palmarès

### Joueur
Seongnam FC
- Championnat de Corée du Sud : 2001, 2002, 2006[1]
- Coupe de Corée du Sud : 1999 (en)[2]
- Coupe de la Ligue sud-coréenne : 2002 (en)[2]
- Supercoupe de Corée du Sud : 2002[2]

Jeonbuk Hyundai Motors
- Championnat de Corée du Sud : 2009, 2011[1]
- Finaliste de la Ligue des champions de l'AFC : 2011[3]

Corée du Sud
- Troisième place à la Coupe d'Asie des nations : 2000, 2007[4]

Individuel
- Équipe type de la K League : 2009[5]

### Entraîneur
Jeonbuk Hyundai Motors
- Championnat de Corée du Sud : 2021[1]
- Coupe de Corée du Sud : 2022[2]

Individuel
- Manager du mois de la K League (en) : Mars 2021, juillet 2022[6],[7]
- Manager de l'année en K Ligue 1 (en) : 2021[8]
- Entraîneur de l'année de la Fédération coréenne de football (en) : 2021[9]
- Meilleur manager de la Coupe de Corée du Sud : 2022[10]